# RUAG Ranger
RUAG Ranger або ADS 95 RANGER - це тактичний розвідувальний безпілотник спільно розроблений швейцарськими компаніями RUAG Aviation, Oerlikon-Contraves та Israel Aircraft Industries (IAI). Призначений для спостереження, розвідки, пошуку і супроводження цілей, коригування артилерії, ведення бойових дій та радіоелектронної розвідки.

## Історія
Розробка тривала з 1980-х років.

## Опис
Ranger запускається повністю автоматично з допомогою катапульти, розробки RUAG.
Керування здійснюється через термінал віддаленого зв'язку наземної станції управління (англ. GCS - Ground Control Station), який підключений за допомогою волоконно-оптичного кабелю. Термінал забезпечує два підключення керуючої лінії зв'язку, основне і вторинне в якості резервної лінії. На відміну від стаціонарних центрів управління, наприклад, американських БпЛА Predator, блоки управління Ranger розташовані на вантажних автомобілях і тому є мобільними.
Крім того, існують так звані мобільні приймальні блоки, які дозволяють отримувати дані, подані безпілотником Ranger, в зоні передачі та не вимагають кріплення на транспортних засобах.
Дрон Ranger оснащений багатофункціональною камерою MOSP Mark III, яка забезпечує денне бачення, інфрачервоні зображення та їх поєднання.
Ranger також автоматично приземляється: для цього потрібен наземний так званий датчик позиціонування автоприземлення (RAPS: Ranger Autoland Position Sensor), який також підключений до GCS за допомогою оптичних кабелів. Є дві його версії для вимірювання даних, необхідних для посадки, таких як азимут, вертикальний кут та відстань:
- Перший використовує інфрачервоний лазерний передавач і приймач. Імпульси, що передаються передавачем, відображаються відбивачем на дроні в напрямку приймача і, таким чином, дозволяють обчислювати всю необхідну інформацію.
- Другий варіант датчика здійснює моніторинг за допомогою мікрохвильового радіолокатора.

Система посадки ADS 95 дозволяє здійснювати посадку на грунтові злітно-посадкові смуги. Є і версії з шасі ковзання та колісним шасі.

### Модифікації
- ADS 90 RANGER (скорочення від нім. Aufklärungsdrohnen-System 90 тобто розвідувальна безпілотна система  90) - передсерійний варіант;
- ADS 95 RANGER - комплекс виготовлений для Збройних сил Швейцарії;
- RL-12 RANGER - модифікація для фінської армії.

## Використання

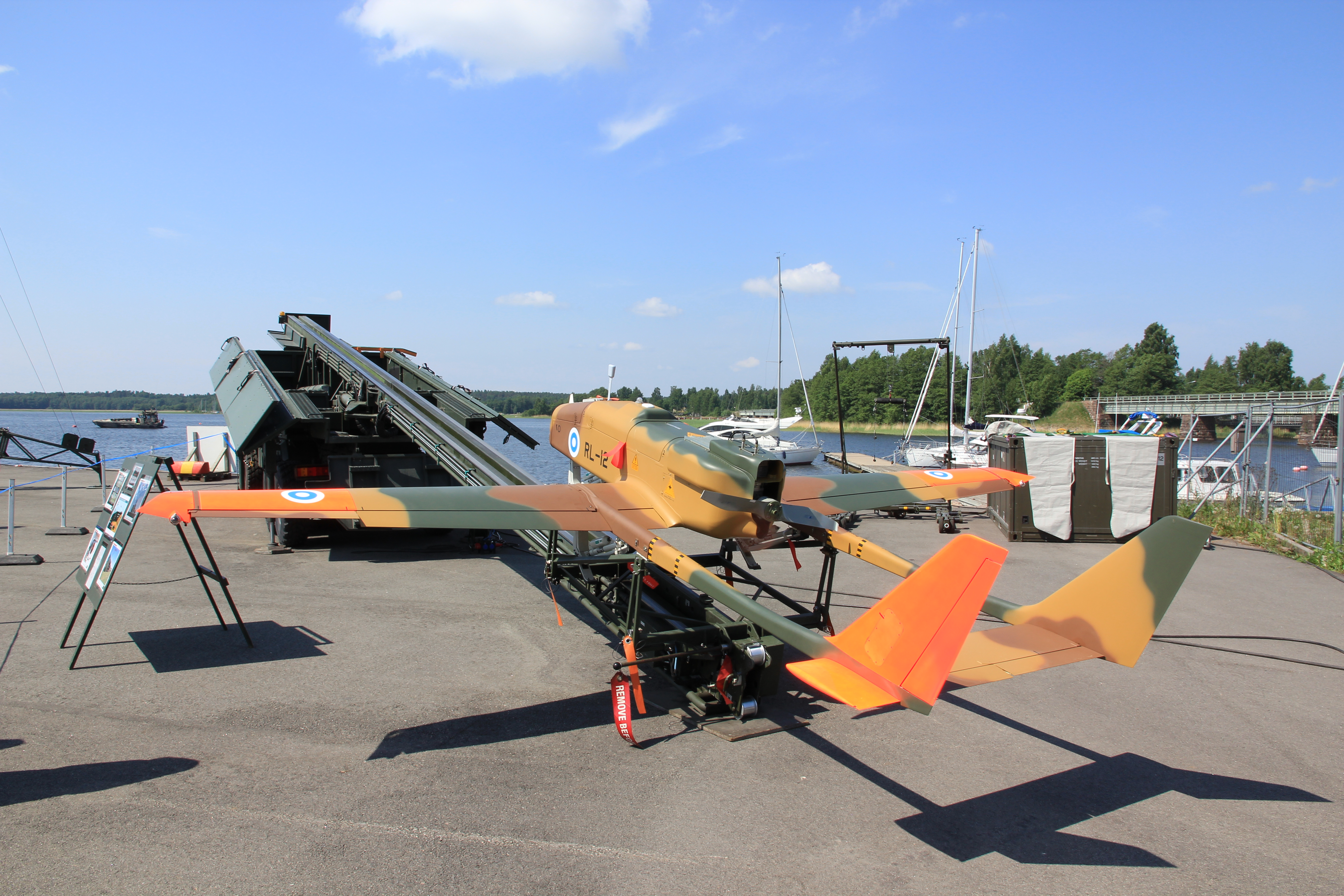
RUAG Ranger RL-12 фінської армії

RANGER використовувався швейцарськими ВПС та фінськими збройними силами.
Дрон також використовувався для цивільних завдань у Швейцарії. Наприклад під час повені в Альпах у 2005 році в Центральній Швейцарії швейцарські ВПС проводили розвідки для кризової команди або підтримували Корпус прикордонної охорони з середини 2006 року у моніторингу швейцарського кордону. У місті Цюрих було затверджено використання безпілотників під час  чемпіонату Європи з футболу 2008 року для моніторингу дорожнього руху та безпеки. Паливний бак чотирьох з цих безпілотників швейцарських ВПС збільшено на 10 літрів, що дозволило збільшити тривалість використання.
Через невеликий силует та пов'язану з цим знижену помітність для інших пілотів, безпілотник у Швейцарії супроводжується невеликим літаком (зазвичай Pilatus PC-6) або вертольотом (Aérospatiale SA-319 Alouette III) у мирний час вдень у цивільному повітряному просторі. Ці супровідні місії називаються "OMBRA"-польотами; "Ombra" - це також прізвисько супровідного літака. 14 літаків ADS 95, ще використовуються в 2014 році, але мали бути замінені шістьма Elbit Hermes 900 відповідно до програми озброєння 2015 року. Розвідувальна система безпілотників ADS 95 була виведена з експлуатації ВПС Швейцарії 27 листопада 2019 року.

## Технічні характеристики
Загальні характеристики
- Вантажопідйомність: 40
- Довжина: 4,61 м (15 фут 1 дюйм)
- Розмах: 5,71 м (18 фут 9 дюйм)
- Висота: 1,13 м (3 фут 8 дюйм)
- Максимальна злітна вага: 275 кг (606 фунт)
- Силова установка: 1 × двоциліндровий двотактний двигун Göbler-Hirthmotoren F-31, 34 кВт (45 к. с.)

Льотні характеристики
- Максимальна швидкість: 220 км/год (137 миля/год; 119 вуз)
- Мінімальна швидкість управління: 90 км/год (56 миля/год; 49 вуз)
- Бойовий радіус: 100 км (62 миля; 54 морська миля) від провідної станції наземного управління (системи фінських збройних сил до 150 км)
- Тривалість польоту: 
- приблизно 4 години з рятувальним парашутом
- приблизно 6 годин без рятувального парашута
- Практична стеля: 4 500 м (14 764 фут)